# Live at the 55 Bar
Live at the 55 Bar ist ein Jazzalbum von Ben Monder, Tony Malaby und Tom Rainey. Die am 3. März 2020 in der New Yorker 55 Bar entstandenen Aufnahmen erschienen am 26. Februar 2021 auf Sunnyside Records.

## Hintergrund
Der Gitarrist Ben Monder hatte ursprünglich die Absicht ein Studioalbum im Trio mit seinen langjährigen Mitspielern, dem Saxophonisten Tony Malaby und dem Schlagzeuger Tom Rainey aufzunehmen, aber die Umstände des bevorstehenden Lockdowns infolge der COVID-19-Pandemie in den Vereinigten Staaten führten dann zu einer informelleren Situation.
Die drei Musiker hatten zuvor in den letzten beiden Jahrzehnten wiederholt zusammengearbeitet; Ben Monder und Rainey spielten etwa in Malabys Formation „Paloma Recio“. Die auf dem Album veröffentlichte, vollständig improvisierte Suite 3320 wurde während Monders monatlicher Residenz in der „55 Bar“ aufgenommen, kurz bevor Auftrittsorte und Studios geschlossen wurde. Das Trio nahm sich einen Suiten-artigen Ansatz vor und benannte die drei Stücke als solche mit dem Datum der Aufführung. So etwa war Suite 3320 – Part II fast der gesamte zweite Satz, der am Abend des 3. März gespielt wurde.

## Titelliste
- Ben Monder / Tony Malaby / Tom Rainey; Live at the 55 Bar (Sunnyside SYS1600)

1. Suite 3320 – Part I 16:53
2. Suite 3320 – Part II 29:16
3. Suite 3320 – Part III 15:26

Alle Kompositionen  stammen von Ben Monder, Tony Malaby und Tom Rainey.

## Rezeption
Nach Ansicht von Mark Corroto, der das Album in All About Jazz rezensierte, könne es das wachsende Gefühl der Angst sein, das die Darbietung dieser Musik beeinflusst habe. „Oder vielleicht zaubert nur das Zuhören die Angst, die das Virus erzeugt. In jedem Fall ist Live at the 55 Bar eine kathartische und reinigende Erfahrung.“ So entstehe im Verlauf von Part 1 eine organisierte Entropie, schwebende Melodie in einem Ambient-ähnlichen Traumzustand. Im zweiten Teil baue die Musik sich während ihrer 29-minütigen Metamorphose Intensität auf und verwandle sich in eine fast Doom-Metal-Performance. Das Trio übe eine Intensität aus, resümiert Corroto, als ob es seinen Zuhörern (im Club und zu Hause) sagen möchte: „Behalten Sie diesen Moment in Erinnerung, das wird das Leben vor und nach der Pandemie abgrenzen.“

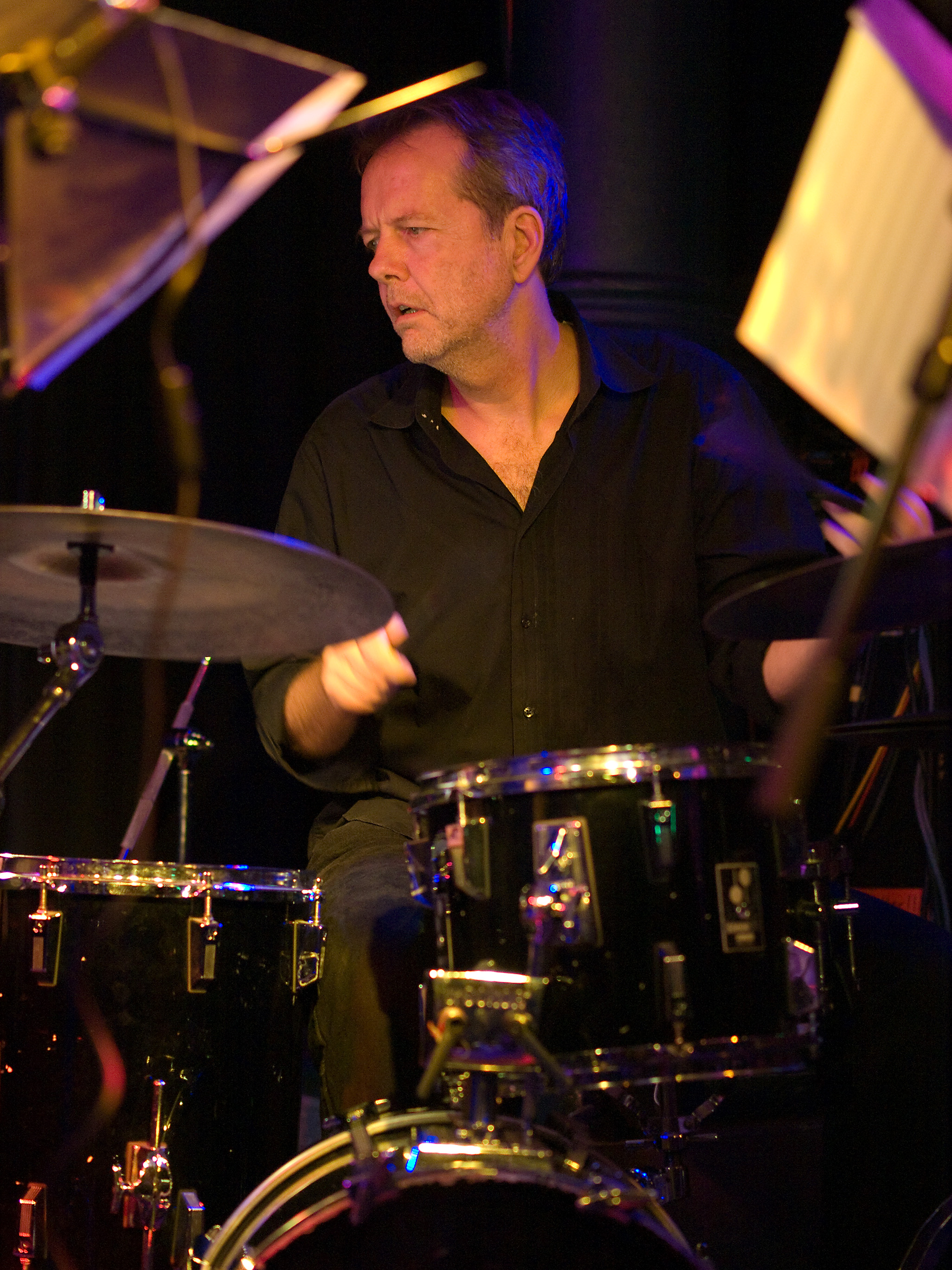
Tom Rainey bei einem Auftritt in der Unterfahrt München 2010

S. Victor Aaron schrieb in Something Else!, diese drei langgestreckten Gruppenimprovisationen würden wie Hurrikane wirken; „sie beginnen sanftmütig, sammeln aber Kraft, wenn sie einen Weg beschreiten, von dem wir im Voraus eine allgemeine Vorstellung haben, aber immer noch nicht genau wissen, wie sie enden werden.“ Dies sorge für eine ziemlich spannende Musik. Ben Monder nutze die Technologie fachmännisch, um seine Aufgabe in zwei Rollen zu erweitern: die eines traditionellen Gitarristen und eine andere als Texturalist, wobei manchmal die beiden Aufgaben miteinander verschmelzen würden. Malaby spiele manchmal in einer Diktion, die dem Spiel des Altsaxophonisten Tim Berne ähnle. Während er diese Berne-artigen Klagen schaffe, staple Monder Klangeffekte mit seiner Gitarre und es entstehe eine eisige Kulisse, während Tom Rainey auf eine Weise agiere, die sowohl einen kreisenden Rhythmus beibehält als auch dem nahe kommt, was Malaby spielt. „Bald treiben sich alle drei gegenseitig an, um die Intensität wieder zu steigern. Gerade als Malaby die höchsten Töne spielt, die er erreichen konnte, schaltet Rainey ab und lässt Monders Drone-Klänge fast allein, um die Bühne für das Ambient-Ende zu bereiten.“
Ben Monder, Tony Malaby und Tom Rainey seien hervorragende Jazzmusiker, aber in der 55 Bar hätten sie eindeutig nach etwas gegriffen, das über die Grenzen des Jazz oder eines anderen Genres hinausgehe, resümiert Aaron. Ähnlich wie die erstaunlichen Live-Improvisationen von Jonas Hellborg und Shawn Lane mit Jeff Sipe in den 1990er- und frühen 2000er-Jahren sei dieses Trio mit einer offenen Einstellung in diesen Auftritt gekommen, die es jedem ermöglichte, auf höchstem Niveau und mit echtem Eifer zu spielen.